# 4938 Papadopoulos
4938 Papadopoulos este un asteroid din centura principală de asteroizi.

## Descriere
4938 Papadopoulos este un asteroid din centura principală de asteroizi. A fost descoperit pe 5 februarie 1986 la Observatorul La Silla de Henri Debehogne. Asteroidul prezintă o orbită caracterizată de o semiaxă mare de 2,35 ua, o excentricitate de 0,08 și o înclinație de 4,6° în raport cu ecliptica.